# كيت حنا
كيت حنا (بالإنجليزية: Kate Hanna)‏ هي لاعب هوكي الحقل أسترالية، ولدت في 1 أكتوبر 1996 في Constitution Hill, New South Wales ‏ في أستراليا.